# Xanthoparmelia biloelensis
Xanthoparmelia biloelensis är en lavart som beskrevs av Elix. Xanthoparmelia biloelensis ingår i släktet Xanthoparmelia och familjen Parmeliaceae.   Inga underarter finns listade i Catalogue of Life.